# Hoploteca
O termo hoploteca (do gr.cl., hóplon- "arma" e -théke "depósito") designa uma colecção de armas. O termo é mais comummente usado para se designar um museu de armas ou armas antigas. Mas também pode designar uma colecção pessoal de armamentos.